# Přepychy, Pardubice
Přepychy là một làng thuộc huyện Pardubice, vùng Pardubický, Cộng hòa Séc.